# Eurytoma penuria
Eurytoma penuria is een vliesvleugelig insect uit de familie Eurytomidae. De wetenschappelijke naam is voor het eerst geldig gepubliceerd in 1973 door Bugbee.